# Дуейн „Блекбърд“ Макнайт
Дуейн „Блекбърд“ Макнайт (на английски: Arik Marshall) е американски музикант, известен с участието си в групите The Headhunters и Parliament-Funkadelic. Освен това е споменаван и като китарист на Ред Хот Чили Пепърс след смъртта на Хилел Словак.